# Stronger Every Minute
Stronger Every Minute är en låt framförd av den brittisk-cypriotiska sångerskan Lisa Andreas. Låten var Cyperns bidrag i Eurovision Song Contest 2004 i Istanbul i Turkiet. Låten är skriven av Mike Connaris.
Bidraget gick först vidare från semifinalen den 12 maj där det hamnade på femte plats med 149 poäng. I finalen den 15 maj slutade det också på femte plats fast med 170 poäng.